# Corinna inermis
Corinna inermis là một loài nhện trong họ Corinnidae.
Loài này thuộc chi Corinna. Corinna inermis được Philip Bertkau miêu tả năm 1880.